# Sudo Takafumi
Sudo Takafumi (sinh ngày 21 tháng 11 năm 1991) là một cầu thủ bóng đá người Nhật Bản.

## Sự nghiệp câu lạc bộ
Sudo Takafumi hiện đang chơi cho Vanraure Hachinohe.